# Interamerikanska domstolen för mänskliga rättigheter
Interamerikanska domstolen för de mänskliga rättigheterna är ett organ inom Organization of American States (OAS), vars generalförsamling väljer domstolens sju domare. Uppgiften består i att pröva ärenden kring tolkningen av den Amerikanska konventionen om de mänskliga rättigheterna från 1969. Domstolen har sitt säte i Costa Ricas huvudstad San José.